# Strong (песня Робби Уильямса)
«Strong» («сильный») — сингл 1999 года, выпущенный Робби Уильямсом, третий с его альбома 1998 года I've Been Expecting You. Он занял четвёртое место в чартах Великобритании.

## Список композиций
1. «Strong» — 4:40
2. «Let Me Entertain You» [Live at the Brits 1999] — 4:44
3. «Happy Song» — 2:53
4. «Let Me Entertain You» [Live at the Brits 1999 — Enhanced Video]

## Чарты
«Strong» стал седьмым синглом Робби Уильямса, попавшим в топ-5 Великобритании; он также появился в топ-10 Новой Зеландии, однако в остальной части Европы не имел большого успеха.
| Чарт (1999)               | Макс. позиция |
| ------------------------- | ------------- |
| UK Singles Chart          | 4             |
| New Zealand Singles Chart | 9             |
| Irish Singles Chart       | 12            |
| Dutch Singles Chart       | 55            |
| German Singles Chart      | 68            |
| French Singles Chart      | 99            |